# Hrabstwo Daggett

Piramida wieku hrabstwa

Hrabstwo Daggett (ang. Daggett County) – hrabstwo w stanie Utah w Stanach Zjednoczonych. Hrabstwo nazwano na cześć Ellswortha Daggetta, pierwszego  generalnego geodety Utah.

## Miasta
- Manila

## CDP
- Dutch John
- Flaming Gorge